# Młynarze (Kłyżów)
Młynarze – część wsi Kłyżów w Polsce, położona w województwie podkarpackim, w powiecie stalowowolskim, w gminie Pysznica.
W latach 1975–1998 Młynarze administracyjnie należały do województwa tarnobrzeskiego.